# Michel Levie

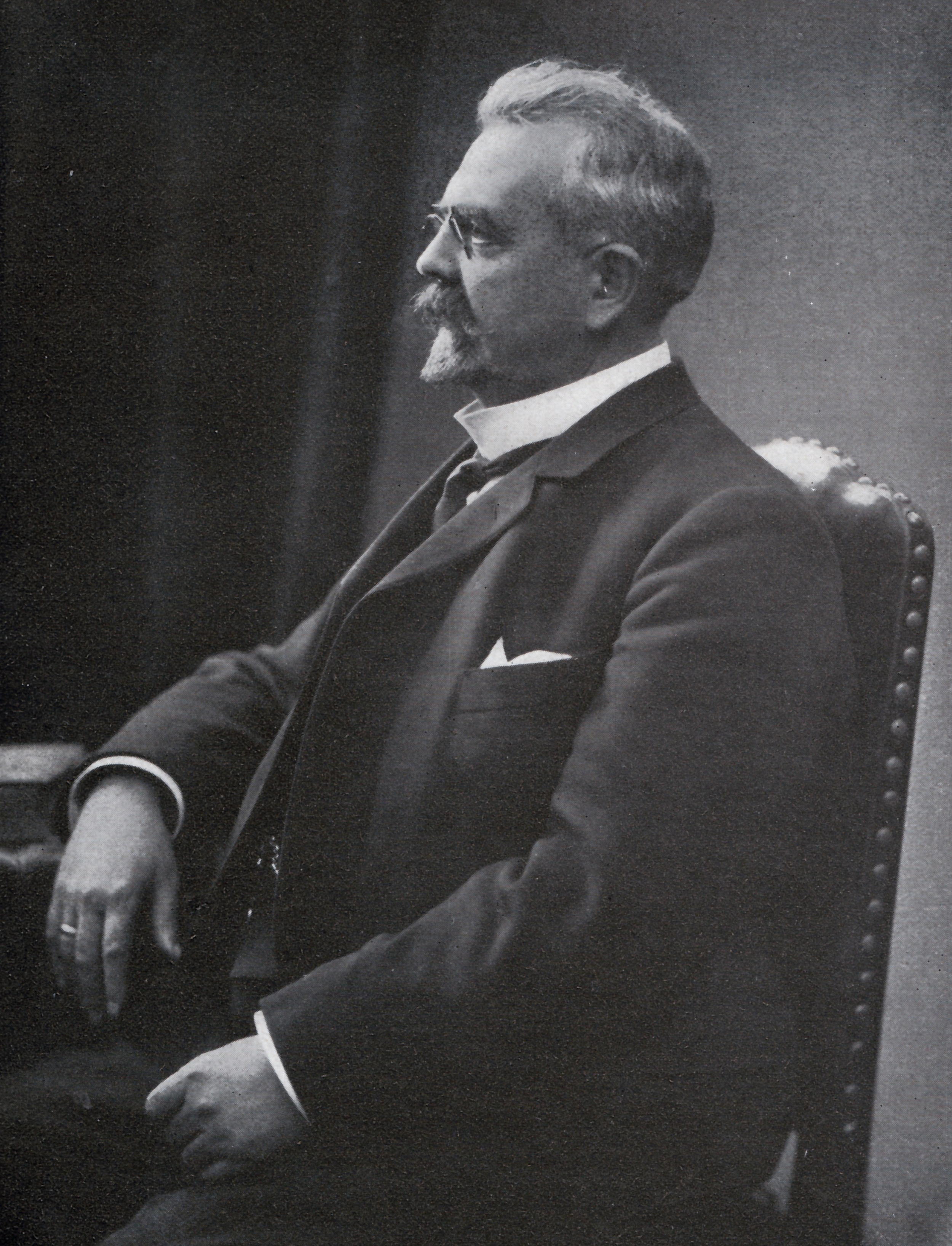
Michel Levie in 1911

Michel Edouard Levie (* 4. Oktober 1851 in Binche, Hennegau, Belgien; † 6. März 1939 in Saint-Josse-ten-Noode/Sint-Joost-ten-Node, Region Brüssel-Hauptstadt) war ein belgischer Politiker der Katholischen Partei.

## Biografie
Nach dem Schulbesuch studierte er Rechtswissenschaft und war nach seiner Promotion zum Doktor der Rechtswissenschaften als Rechtsanwalt sowie als Unternehmer im Arrondissement Charleroi tätig. Als solcher engagierte er sich auch in der christlichen Sozialpolitik und war 1891 Gründer der Genossenschaft Les Ouvriers Reunis sowie der Föderation der Christlichen Versicherungen. 1897 gründete er darüber hinaus die Gesellschaft der Arbeiterwohnungen Tertou s'Maison.
1900 wurde er erstmals zum Mitglied der Abgeordnetenkammer gewählt und vertrat dort bis 1921 die Interessen der Katholischen Partei. 1901 war er auch Gründer der Berufsschule der Almosenier im Arrondissement Charleroi.
Im Juni 1911 wurde er von Premierminister Charles de Broqueville zum Finanzminister ernannt und bekleidete dieses Amt bis Februar 1914. Für seine politischen und gesellschaftlichen Verdienste mit dem Ehrentitel eines Staatsministers gewürdigt.
Daneben war er viele Jahre Vorsitzender des 1921 gegründeten Familienbundes.